# Victor Öhling Norberg
Victor Öhling Norberg (ur. 22 maja 1990 w Tännas) – szwedzki narciarz dowolny, specjalizujący się w skicrossie, dwukrotny medalista mistrzostw świata.

## Kariera
Po raz pierwszy na arenie międzynarodowej pojawił się 27 marca 2010 roku w Åre, gdzie w zawodach FIS Race zajął trzecie miejsce w skicrossie. W Pucharze Świata zadebiutował 18 grudnia 2010 roku w Innichen, zajmując 22. miejsce. Tym samym już w swoim debiucie zdobył pierwsze pucharowe punkty. Na podium zawodów tego cyklu po raz pierwszy stanął 23 grudnia 2012 roku w tej samej miejscowości, kończąc rywalizację w skicrossie na trzeciej pozycji. W zawodach tych wyprzedzili go jedynie Alex Fiva ze Szwajcarii i Niemiec Daniel Bohnacker. Najlepsze wyniki osiągnął w sezonie 2013/2014, kiedy to zajął 8. miejsce w klasyfikacji generalnej, a w klasyfikacji skirossu wywalczył Małą Kryształową Kulę. W klasyfikacji skirossu był też drugi w sezonie 2014/2015 i trzeci w sezonie 2012/2013.
W 2014 roku wystartował na igrzyskach olimpijskich w Soczi, zajmując dziewiąte miejsce w skicrossie. Rok później zdobył brązowy medal podczas mistrzostw świata w Kreischbergu, gdzie wyprzedzili go tylko Filip Flisar ze Słowenii i Francuz Jean Frédéric Chapuis. Ponadto na mistrzostwach świata w Sierra Nevada w 2017 roku zdobył złoty medal.

## Osiągnięcia

### Igrzyska olimpijskie
| Miejsce | Dzień     | Rok  | Miejscowość | Konkurencja | Zwycięzca             |
| ------- | --------- | ---- | ----------- | ----------- | --------------------- |
| 9.      | 20 lutego | 2014 | Soczi       | Skicross    | Jean Frédéric Chapuis |
| 22.     | 21 lutego | 2018 | Pjongczang  | Skicross    | Brady Leman           |

### Mistrzostwa świata
| Miejsce | Dzień       | Rok  | Miejscowość   | Konkurencja | Zwycięzca             |
| ------- | ----------- | ---- | ------------- | ----------- | --------------------- |
| DNF     | 10 marca    | 2013 | Voss          | Skicross    | Jean Frédéric Chapuis |
| 3.      | 25 stycznia | 2015 | Kreischberg   | Skicross    | Filip Flisar          |
| 1.      | 18 marca    | 2017 | Sierra Nevada | Skicross    | –                     |
| 19.     | 2 lutego    | 2019 | Solitude      | Skicross    | François Place        |

### Puchar Świata

#### Miejsca w klasyfikacji generalnej
- sezon 2010/2011: 138.
- sezon 2011/2012: 218.
- sezon 2012/2013: 12.
- sezon 2013/2014: 8.
- sezon 2014/2015: 5.
- sezon 2015/2016: 20
- sezon 2016/2017: 86.
- sezon 2017/2018: 72.

#### Zwycięstwa w zawodach
1. Soczi – 19 lutego 2013 (skicross)
2. Åre – 15 marca 2014 (skicross)
3. Arosa – 6 lutego 2015 (Skicross)
4. Arosa – 7 lutego 2015 (skicross)
5. Åre – 14 lutego 2015 (skicross)
6. Innichen – 20 grudnia 2015 (skicross)
7. Idre – 14 lutego 2016 (skicross)

#### Miejsca na podium w zawodach
1. Innichen – 23 grudnia 2012 (Skicross) – 3. miejsce
2. Grasgehren – 3 lutego 2013 (skicross) – 3. miejsce
3. Åre – 16 marca 2013 (skicross) – 2. miejsce
4. Val Thorens – 15 grudnia 2013 (skicross) – 2. miejsce
5. Val Thorens – 16 stycznia 2014 (skicross) – 3. miejsce
6. Val Thorens – 17 stycznia 2014 (skicross) – 2. miejsce
7. Nakiska – 6 grudnia 2014 (skicross) – 2. miejsce
8. Tegernsee – 21 lutego 2015 (skicross) – 3. miejsce
9. Arosa – 4 marca 2016 (skicross) – 2. miejsce
10. Val Thorens – 9 grudnia 2016 (skicross) – 3. miejsce
11. Arosa – 12 grudnia 2017 (skicross) – 3. miejsce
12. Arosa – 17 grudnia 2018 (skicross) – 2. miejsce

- W sumie (7 zwycięstw, 6 drugich i 6 trzecich miejsc).